# Disc Lock Reminder

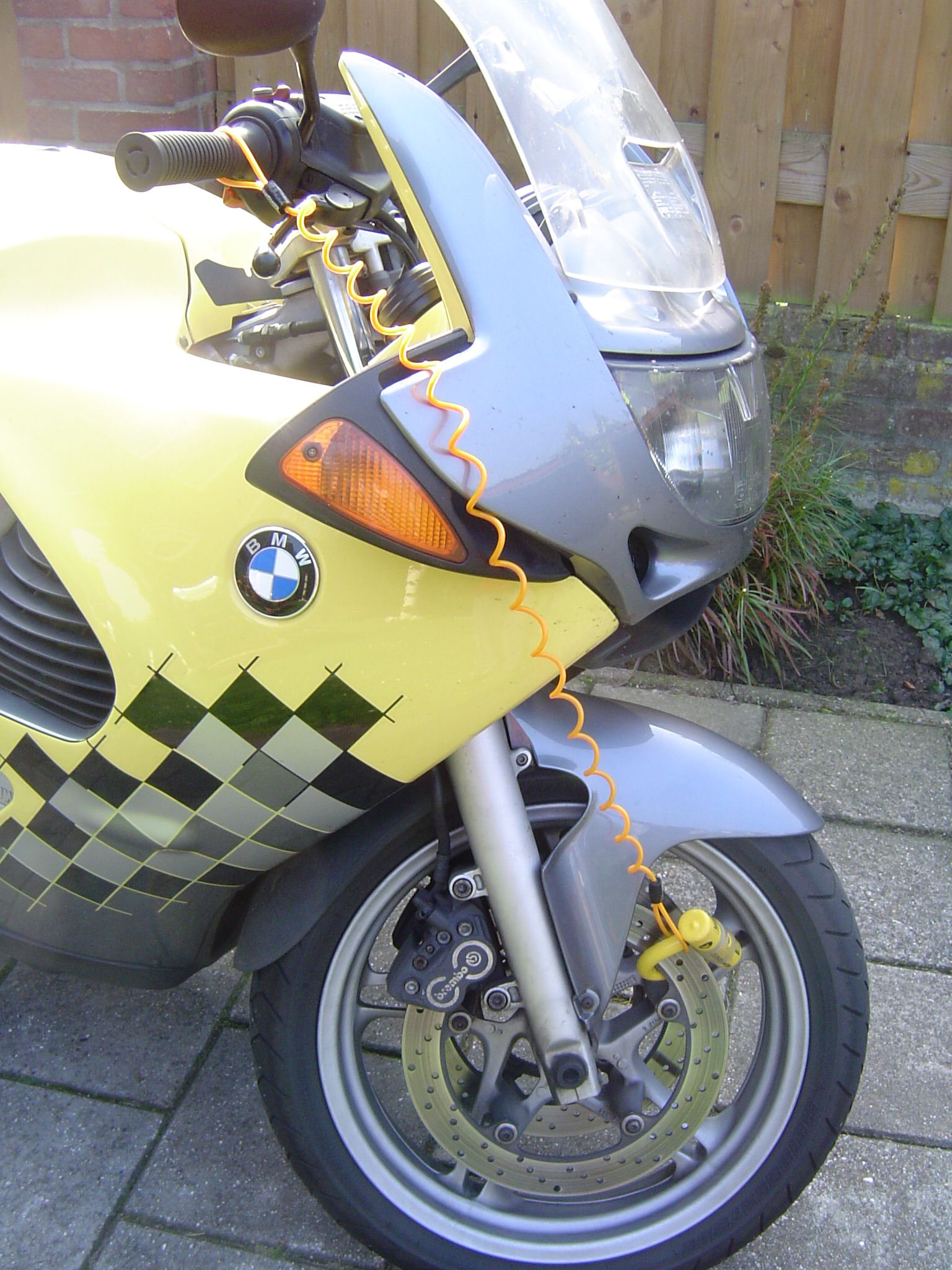
Schijfremslot met Disc Lock Reminder

Een Disc Lock Reminder is een kabeltje dat van een schijfremslot naar het stuur van een motorfiets loopt om de berijder eraan te herinneren dat zijn motor nog op slot staat. 
Het schijfremslot is vanaf het zadel niet zichtbaar. Indien het vergeten wordt blokkeert het voorwiel zodra er weggereden wordt. Dit resulteert niet zo zeer in een gevaarlijke of harde val, maar eerder in een modderfiguur.